# Papir 115
El Papir 115 o Papir Oxirrinc 4499 ({\displaystyle {\mathfrak {P}}}115 Gregory-Aland), és un papir escrit en grec. Format per 12 petits fragments d'un papir còdex, que conté parts de l'Apocalipsi de Joan. Data de mitjans a finals de segle iii, al voltant de 225-275.
Bernard Pyne Grenfell i  Arthur Surridge Hunt van descobrir el papir a Oxirrinc, Egipte. Aquest manuscrit no va ser desxifrat i publicat fins al final del segle XX i en l'actualitat està ubicat al Ashmolean Museum, Oxford. En el còdex original hi havia 33-36 línies per pàgina de 15,5 cm per 23,5 cm. El text que ha sobreviscut inclou: 2:1-3, 13-15, 27-29, 3:10-12, 5:8-9; 6:5-6; 8:3-8, 11-13; 9:1 -- 5, 7-16, 18-21, 10:1-4, 8.-11., 11:1-5, 8-15, 18-19, 12:1-5, 8-10, 12-17, 13: 1-3, 6 .-16., 18, 14:1-3, 5-7, 10-11, 14-15, 18-20, 15:1, 4-7. El text és de tipus Alexandria. segueix el text del Còdex Alexandrinus i del Còdex Ephraemi Rescriptus. Una curiositat d'aquest text és que dona el nombre de la bèstia, com 616 (ΧΙ Ϛ), en lloc de la majoria de textos - 666 (ΧΞ Ϛ).
Nomina sacra - ΙΗΛ ΑΥΤΟΥ ΠΡΣ ΘΩ ΘΥ ΑΝΩΝ ΠΝΑ ΟΥΝΟΥ ΟΥΝΟΝ ΚΥ ΘΝ ΑΝΟΥ ΟΥΝΩ.